# Giuseppe Nisticò
Giuseppe Nisticò (ur. 16 marca 1941 w Cardinale) – włoski lekarz, wykładowca akademicki i polityk. Były prezydent Kalabrii, poseł do Parlamentu Europejskiego V kadencji.

## Życiorys
W 1965 ukończył studia medyczne, w 1968 specjalizował się w zakresie neuropsychiatrii. Jako wykładowca akademicki (dochodząc do stanowiska profesora) wykładał na uniwersytetach w Mesynie (od 1976) i Catanzaro (od 1982) oraz na Università degli Studi di Roma „Tor Vergata” (od 1990). Obejmował liczne funkcje w towarzystwach medycznych, psychiatrycznych i farmaceutycznych.
W 1994 został wybrany do Senatu XII kadencji z ramienia Forza Italia. W tym samym roku objął stanowisko podsekretarza stanu ds. zdrowia w pierwszym rządzie Silvia Berlusconiego. W 1995 objął urząd prezydenta Kalabrii, który sprawował przez trzy lata. W 1998 został wiceprzewodniczącym jednej z komisji w Komitecie Regionów.
Od 1999 do 2004 był posłem do Parlamentu Europejskiego. Należał do grupy Europejskiej Partii Ludowej i Europejskich Demokratów. Pracował w Komisji Ochrony Środowiska, Zdrowia i Ochrony Konsumentów. Później powrócił do pracy naukowej.